# 马尔科·费兰特
马尔科·费兰特（義大利語：Marco Ferrante，1971年2月4日—），意大利男子足球运动员，司职前锋。他曾入选1992年夏季奥林匹克运动会意大利男子足球队名单，但并未上场参赛。